# New Zealand National Party
The New Zealand National Party (Kurzform: National Party; deutsch: Nationalpartei) ist eine konservative, rechts-liberale politische Partei in Neuseeland. Aktuell ist Sylvia Wood Präsidentin der Partei und Christopher Luxon der Parteiführer und Spitzenkandidat für kommende Parlamentswahlen. Die National Party ist Mitglied der Internationalen Demokratischen Union.

## Geschichte
Die National Party wurde am 13. und 14. Mai 1936 in Wellington gegründet. Sie ging aus der Regierungskoalition von 1915 zwischen der Reform Party und der Liberal Party hervor. Während die Reform Party eher ländlich orientiert war, hatte die Liberal Party ihre Basis eher in den Städten. Der Zusammenschluss der vorher konkurrierenden Parteien war eine Reaktion auf das Erstarken der Labour Party, die nach der Wahl von 1935 erstmals den Premierminister stellte. Der Zusammenschluss führte jedoch bei der Wahl 1938 nur zu einem geringen Anstieg der Wählerstimmen.
Bei der Wahl 1949 erreichte die Partei erstmals die Parlamentsmehrheit und stellte mit Sidney Holland den Premierminister. Holland blieb bis zu einer schweren Erkrankung 1957 im Amt. Sein Nachfolger Keith Holyoake konnte die kurz nach der Regierungsübernahme stattfindende Wahl nicht gewinnen und musste bis zur nächsten Wahl warten, bevor er das Amt wieder übernahm. Beim Parteitag 1972 erklärte er nach zwölf Jahren im Amt seinen Rücktritt und machte seinen bisherigen Stellvertreter Jack Marshall zum Premierminister. Dieser verlor die Wahl im selben Jahr gegen den populären Norman Kirk. Nachdem dieser im Amt gestorben war, gelang es Robert Muldoon 1975 seinen Nachfolger zu schlagen. Unter Robert Muldoon begann die Think Big-Ära in Neuseeland, an deren Ende Muldoons Abwahl 1984 stand. Es folgte die bis dahin längste Oppositionszeit für die National Party, die erst mit Jim Bolgers Wahl zum Premierminister 1990 beendet wurde. Ihm folgte 1997 Jenny Shipley als erste neuseeländische Premierministerin, die sich aber bereits zwei Jahre später der Labour Party geschlagen geben musste. Seitdem befand sich die National Party in der Rolle der Oppositionsfraktion. 2008 fand mit dem Wahlsieg der National Party in Neuseeland der Regierungswechsel nach neun Jahren Mitte-links-Politik statt.
Obwohl wieder stärkste Fraktion geworden, musste im Oktober 2017 die National Party aufgrund der Ergebnis der Parlamentswahl vom September 2017 die Regierungsgeschäfte an die Labour Party abgeben, die unter der Führung von Jacinda Ardern einen Koalition mit der Partei New Zealand First von Winston Peters einging und damit die Regierung stellen konnte.
Die National Party stellte bis 2020 viermal in Folge die stärkste Fraktion im neuseeländischen Parlament, bei der Parlamentswahl am 17. Oktober 2020 erlitt die Partei allerdings eine herbe Niederlage: sie verlor im Vergleich zur Wahl im Jahr 2017 17,6 % ihrer Stimmen, büßte infolgedessen 21 ihrer bisherigen 56 Sitze im Parlament ein und wurde damit zur zweitstärksten Fraktion nach der Labour Party, die zusätzlich auch die absolute Mehrheit im Parlament erlangte.
Bei der Parlamentswahl am 14. Oktober 2023 gelang der National Party erneut ein Wahlsieg, war aber für eine Regierungsbildung auf Koalitionspartner angewiesen. Mit der Vereidigung von Christopher Luxon am 27. November 2023 als Premierminister stellte die National Party in einer Dreier-Koalition zusammen mit der ACT New Zealand und NZ First eine neue Regierung. Für die National Party ist es die sechste Regierung seit des Bestehens der Partei.